# Dalbergia candenatensis
Dalbergia candenatensis är en ärtväxtart som först beskrevs av August Wilhelm Dennstedt, och fick sitt nu gällande namn av David Prain. Dalbergia candenatensis ingår i släktet Dalbergia, och familjen ärtväxter. Inga underarter finns listade i Catalogue of Life.